# Espresso dei Balcani
Con il termine Espresso dei Balcani (in inglese: Balkan Express; in tedesco: Balkanzug) ci si riferisce ad alcune relazioni ferroviarie che collegarono e collegano l'Europa centrale con i Balcani, fino ad Istanbul.
Il Balkanzug venne istituito durante la prima guerra mondiale per sostituire l'Orient Express negli anni 1916-1918 come treno espresso lungo l'itinerario Berlino/Strasburgo/Monaco - Vienna - Budapest - Belgrado - Sofia - Istanbul.

## Storia
Con lo scoppio della prima guerra mondiale, gli alleati si trovarono completamente tagliati nelle comunicazioni ferroviarie con l'Europa orientale, mentre gli imperi centrali iniziarono una politica di monopolio nei collegamenti con l'Est, in particolare con Costantinopoli, ritenuta porta di accesso con il Vicino Oriente, inclusa la Mesopotamia.

L'itinerario del Balkan Express (Balkanzug) nel 1916-1918

Nel 1916 pertanto la Germania rimpiazzò l'Orient Express con il Balkan Express (in tedesco: Balkanzug), con l'obiettivo non solo di trasportare le truppe militari, ma anche di rafforzare l'importazione di cereali dalla Romania e il cotone dall'Asia minore (in supporto ai collegamenti fluviali sul Danubio). Venne inoltre fondata la Mitteleuropäische Schlaf und Speisewagen Gesellschaft (Compagnia centroeuropea dei vagoni letto e ristorante) per competere con la Compagnie Internationale des Wagons-Lits.
Il primo viaggio del Balkanzug ebbe luogo il 15 gennaio 1916 con un'ampia copertura della stampa propagandistica e alla presenza di partecipanti di spicco, tra cui il re Federico Augusto III di Sassonia. 
Successivamente il Balkanzug divenne rapidamente popolare ed utilizzato da passeggeri famosi, oltre che da militari e diplomatici degli Imperi centrali, tra cui Karl Kraus, Ludwig Ganghofer, Felix Salten e lo zar Ferdinando I di Bulgaria. Di conseguenza, il treno fu ampiamente sfruttato per fini propagandistici, come cartoline di auguri e poster.
Richard Huelsenbeck lo cita nel suo manifesto dadaista firmato a Berlino nel 1918.
Successivamente all'Armistizio di Salonicco, il Balkanzug venne soppresso (l'ultima corsa avvenne il 15 ottobre 1918) e venne ripristinato l'Orient Express.

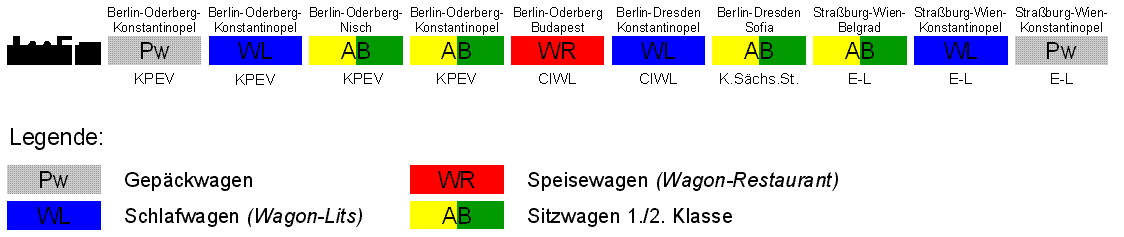
Composizione del Balkanzug nel 1916/1917

Dal 1927 il nome è stato assegnato ad un treno in servizio tra Hoek van Holland e Istanbul. Con un servizio di collegamento da Londra effettuato dalla London & North Eastern Railway con partenza dalla Stazione di Liverpool Street fino ad Harwich, dove il treno veniva imbarcato in un traghetto fino a Hoek van Holland, il tempo di viaggio da Londra a Costantinopoli era di 70 ore e 8 minuti. 
Nel 1935, il servizio venne velocizzato e i tempi di percorrenza diminuiti di tre ore.
Nel 1955 venne istituito un "Balkan Express" tra Vienna, Graz e Belgrado con vetture dirette per/da Atene ed Istanbul.
L'attuale "Balkan Express" - "Nusic" che collega Belgrado ed Istanbul, via Sofia, Plovdiv ed Edirne è stato istituito nel 1971.

## Galleria d'immagini

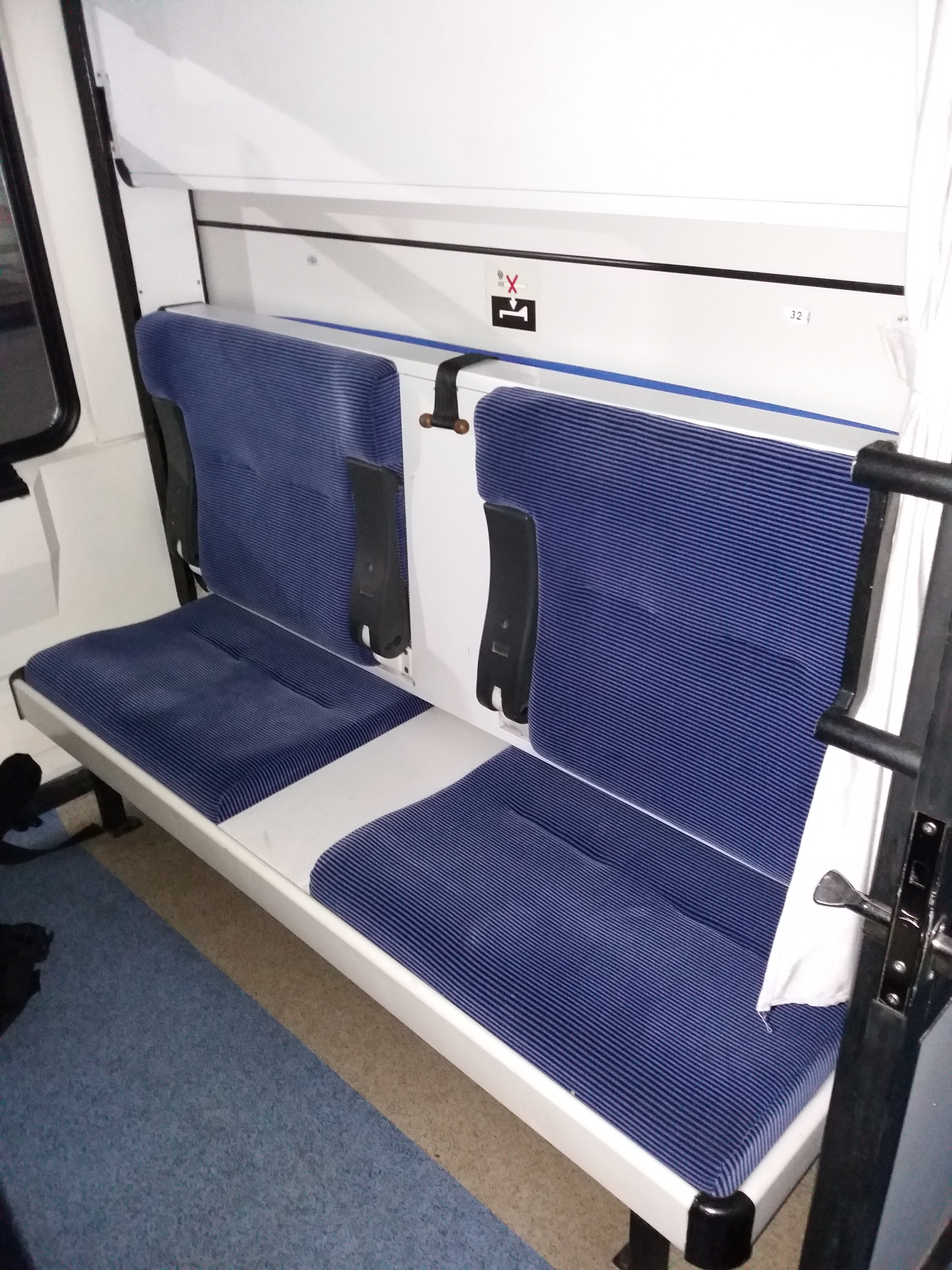
Carrozza passeggeri
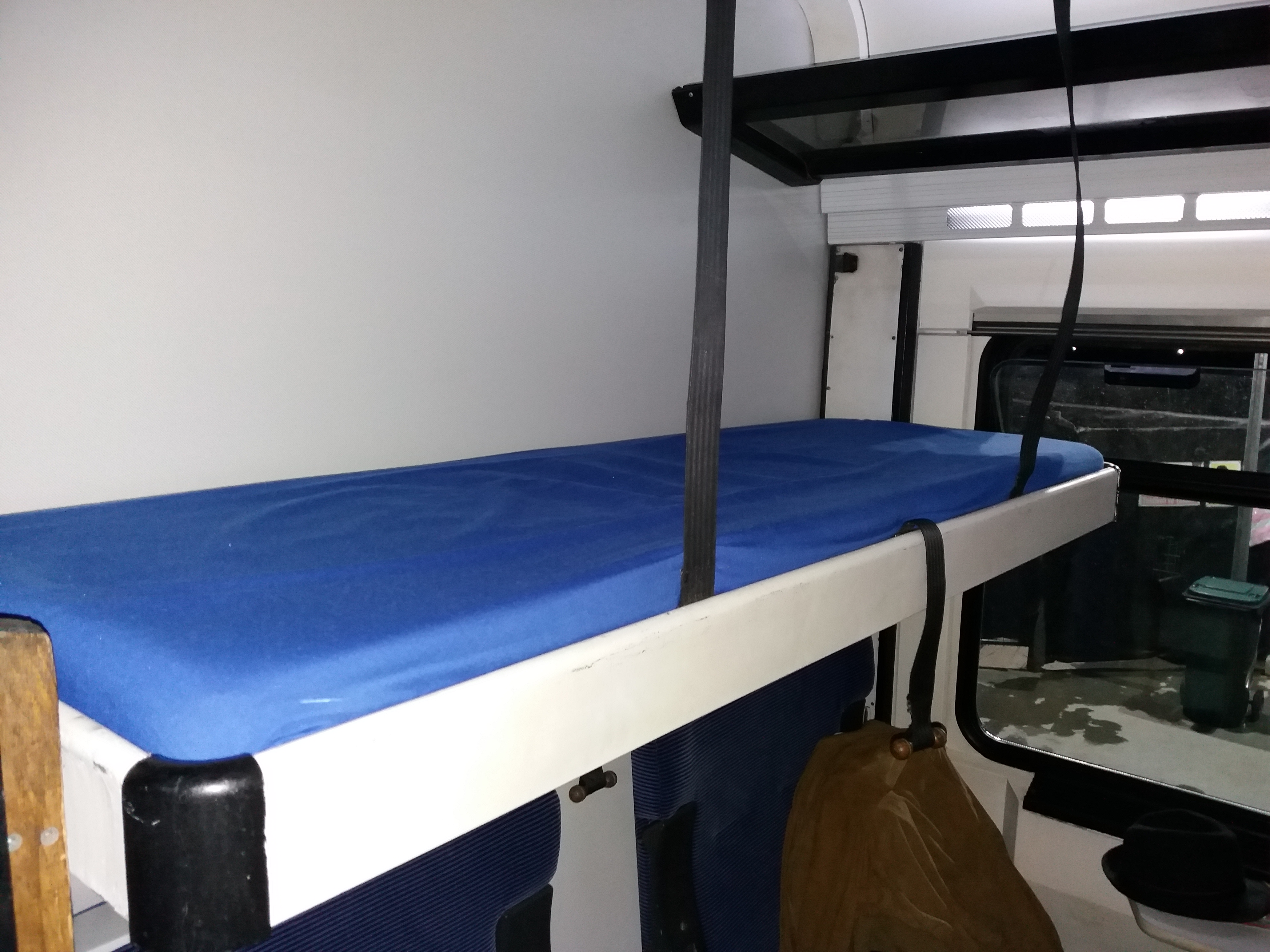
Carrozza cuccette
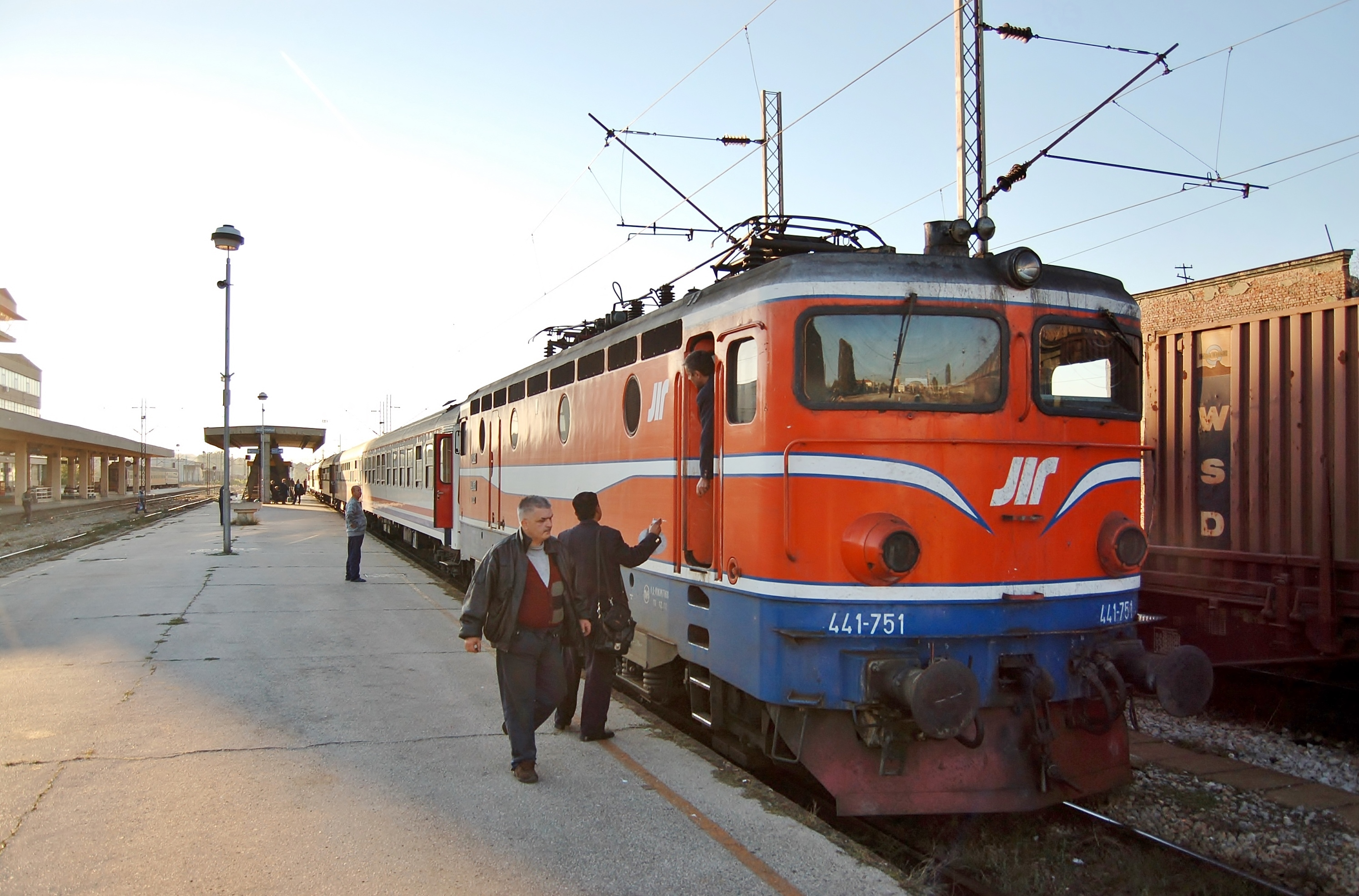
il treno a Niš
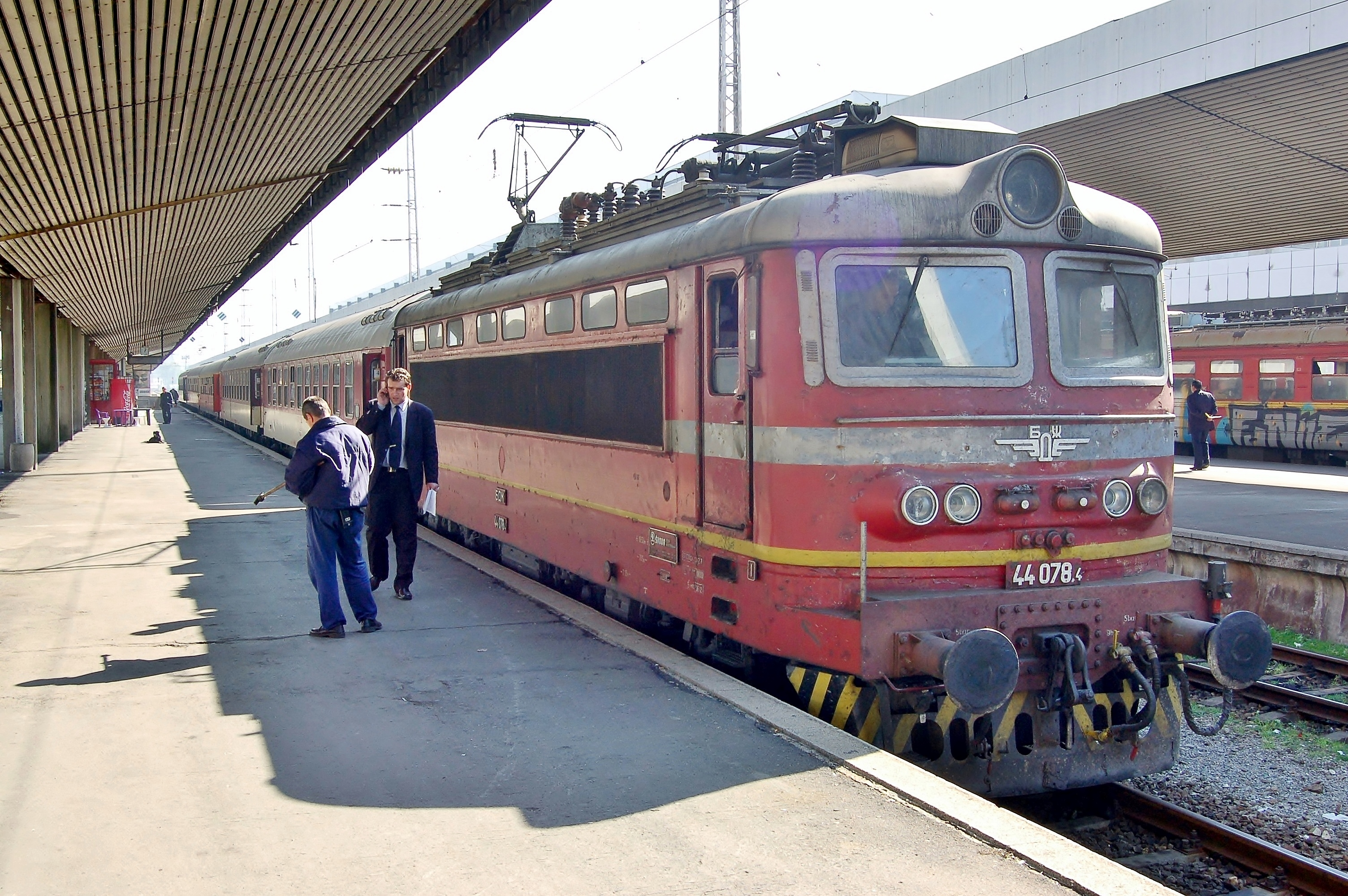
il treno a Sofia